# Can Benet de la Prua
Can Benet de la Prua és un petit nucli rural al nord del terme municipal de Sant Sadurní d'Anoia, amb una trentena de cases i 70 habitants, la primera construcció (Cal Benet) està datada del segle xvii i fou fundada per la família Domènech, que vingué del veí poble d'Espiells. La majoria de les construccions però daten dels segles xviii i xix. Celebra la seva Festa Major el quart diumenge d'agost.